# محاسبة بيئية كاملة التكلفة

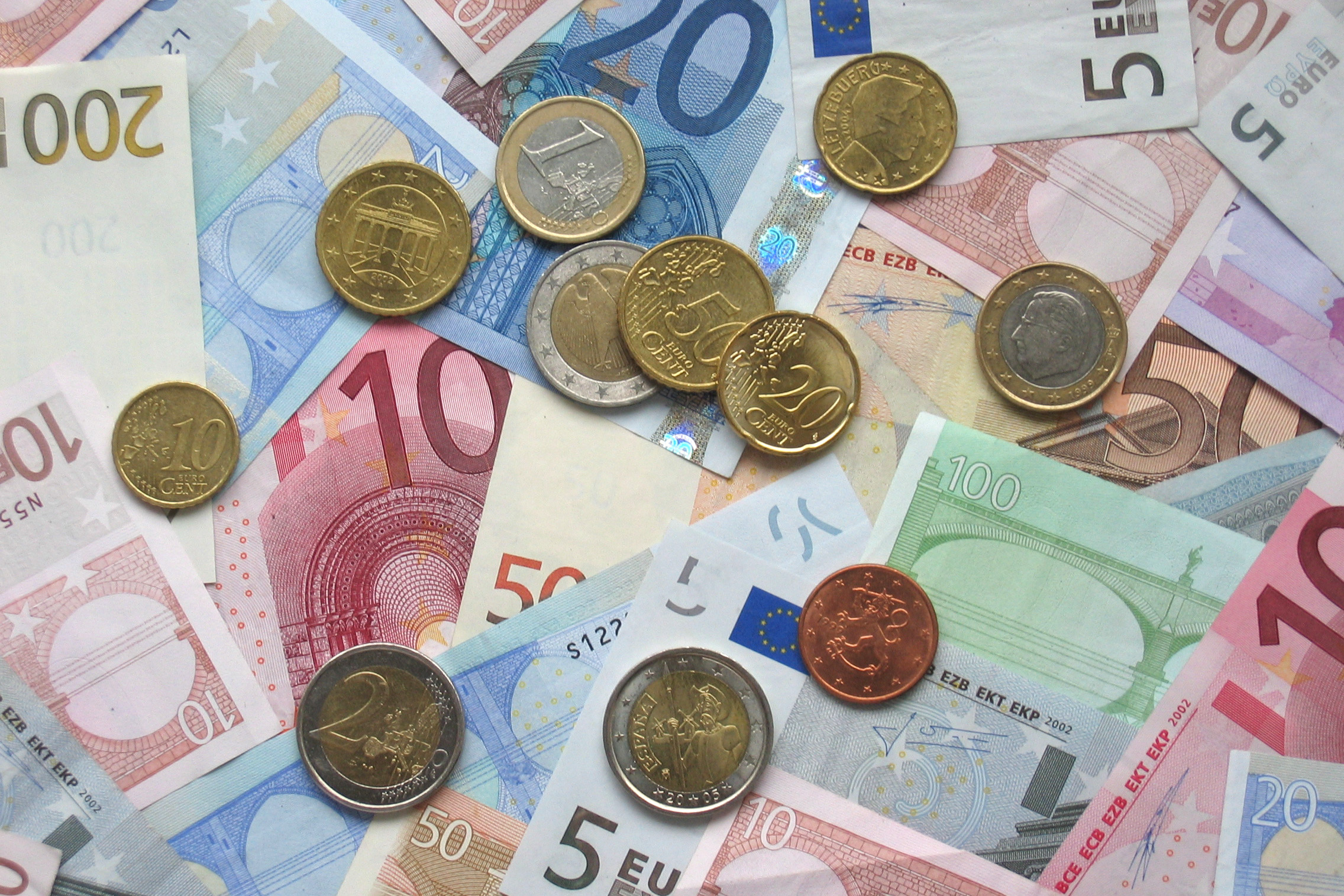

المحاسبة البيئية كاملة التكلفة (بالإنجليزية: Environmental full-cost accounting، واختصارًا: EFCA) هي طريقة لحساب التكاليف تتبع التكاليف المباشرة وتخصص التكاليف غير المباشرة من خلال جمع وتقديم معلومات عن التكاليف، الفوائد والمزايا البيئية، الاجتماعية والاقتصادية -باختصار حول الحد الأدنى الثلاثي- لكل بديل مقترح. ويعرف أيضًا باسم المحاسبة ذات التكلفة الحقيقية، ولكن نظرًا لأن تعريفات «حقيقية» «كاملة» ذاتية بطبيعتها، يعتبر الخبراء أن كلا المصطلحين إشكاليين. بما أن التكاليف والمزايا ينظر إليها عادةً من ناحية الآثار البيئية، الاقتصادية والاجتماعية فإن جهود التكلفة الكاملة تسمى مجتمعة «الحد الأدنى الثلاثي». توجد الآن العديد من المعايير في هذا المجال، بما في ذلك البصمة الإيكولوجية، الملصقات البيئية، ونهج مجلس الأمم المتحدة الدولي للمبادرات البيئية المحلية، والتي تقارب ثلاثة أضعاف الحد الأدنى باستخدام مقياس الميزانية البيئية. المنظمة الدولية لتوحيد المقاييس لديها العديد من المعايير المعتمدة المفيدة في «إف سي إيه» و«تي سي إيه» بما في ذلك الغازات المسببة للاحتباس الحراري، وسلسلة «أيزو 26000» للمسؤولية الاجتماعية للشركات في عام 2010، ومعيار «أيزو 19011» لمراجعة الحسابات بما في ذلك كل هذه المعايير.
وبسبب هذا التطور في المصطلحات المستخدمة في القطاع العام بصفة خاصة، فإن مصطلح المحاسبة كاملة التكلفة يستخدم الآن على نحو أكثر شيوعًا في المحاسبة الإدارية، مثل إدارة الهياكل الأساسية والتمويل. استخدام المصطلحات «إف سي إيه» أو «تي سي أي» عادة ما يشير إلى تمديدات معتدلة نسبيًّا لممارسات الإدارة الحالية، والتحسينات الإضافية التي أُدخلت على مبادئ المحاسبة العامة المقبولة عمومًا للتعامل مع النفايات الناتجة أو مدخلات الموارد.
هذه لها ميزة تجنُّب الأسئلة الأكثر إثارة للجدل حول التكلفة الاجتماعية.

## مفاهيم
تُجسّد المحاسبة كاملة التكلفة عدة مفاهيم أساسية تميزها عن أساليب الحاسبة القياسية. القائمة التالية تُسلط الضوء على المبادئ الأساسية لل«إف سي إيه»
حساب لِكل من:
1. التكاليف بدلًا من النفقات (انظر الشرح أدناه)؛
2. التكاليف الخارجية والعناصر الخفية؛
3. التكاليف العامة والتكاليف غير المباشرة؛
4. النفقات السابقة والمستقبلية؛
5. التكاليف وفقًا لدورة حياة المنتج.

### 1. التكاليف بدلًا من النفقات
إنفاق النقد لشراء أو استخدام سلعة. التكلفة هي القيمة النقدية للسلعة عند استخدامها. على سبيل المثال، يجري دفع نفقة عند شراء سيارة، لكن تُتحمّل تكلفة السيارة على مدار عمرها الفعلي (على سبيل المثال، عشر سنوات). يجب تخصيص تكلفة السيارة على مدار فترة زمنية لأن كل عام من استخدامها يساهم في انخفاض قيمة السيارة.

### 2.تكاليف خفيّة
تنعكس قيمة السلع والخدمات كتكلفة حتى في حالة عدم وجود مصاريف نقدية. قد يتلقى أحد المجتمعات كلفة من إحدى الدول، على سبيل المثال لشراء المعدات. هذه المعدات لها قيمة، على الرغم من أن المجتمع لم يدفع ثمنها نقدًا. لذلك ينبغي تقييمها في تحليل «إف سي إيه».
الدعم الحكومي في صناعات الطاقة وإنتاج الغذاء يُبقي التكاليف الحقيقية مُنخفضة من خلال تسعير المنتجات الرخيصة بشكل مصطنع. هذا التلاعب بالأسعار يشجع الممارسات غير المستدامة ويخفي العوامل السلبية الخارجية المستوطنة لإنتاج الوقود الأحفوري والزراعة الميكانيكية الحديثة.

### 3.النفقات العامة والتكاليف غير المباشرة
حسابات «إف  سي أي» لجميع التكاليف العامة وغير المباشرة، بما في ذلك تلك التي يجري تقاسُمها مع الوكالات العامة الأخرى. قد تشمل التكاليف العامة، التكاليف غير المباشرة، الخدمات القانونية، الدعم الإداري، معالجة البيانات، الفوترة، والشراء. تشمل التكاليف البيئية، كتكاليف غير مباشرة، النطاق الكامل للتكاليف طوال دورة حياة المنتج (تقييم دورة الحياة)، حتى أن بعضها لا يظهر في أدنى مستوى له في الشركة. يحتوي أيضًا على نفقات عامة ثابتة، نفقات إدارية ثابتة، إلخ.

### 4.النفقات السابقة والمستقبلية
تحرير النفقات النقدية السابقة والمستقبلية لا تظهر غالبًا على الميزانيات السنوية في ظل أنظمة المحاسبة النقدية. التكاليف السابقة (أو المقدمة) هي استثمارات أولية ضرورية لتنفيذ خدمات مثل شراء المركبات، المُعدات أو المنشآت. النفقات المستقبلية (أو الخلفية) هي التكاليف المُتكبَّدة لإكمال العمليات مثل إغلاق المنشأة والرعاية بعد الإغلاق، سحب المعدات، واستحقاقات الصحة والتقاعد بعد التوظيف.

## أمثلة

### إدارة النفايات
على سبيل المثال تستخدم ولاية فلوريدا مصطلح المحاسبة ذات التكلفة الكاملة لإدارة النفايات الصلبة. في هذه الحالة، تعتبر هيئة رقابة السلوك المالي نهجًا لتحديد التكاليف الفعلية لإدارة النفايات الصلبة، ولجمع هذه التكاليف والإبلاغ عنها. هي تأخذ بعين الاعتبار النفقات السابقة والمستقبلية، تكاليف النفقات العامة (خدمات الرقابة والدعم)، وتكاليف التشغيل.
تتألف الأنظمة المتكاملة لإدارة النفايات الصلبة من مجموعة متنوعة من أنشطة ومسارات النفايات الصلبة البلدية. الأنشطة هي لبنات بناء النظام، التي قد تشمل جمع النفايات، تشغيل محطات النقل، النقل إلى مرافق إدارة النفايات، تجهيز النفايات والتخلص منها، وبيع المنتجات الثانوية. المسارات هي الاتجاهات التي تتبعها النفايات الصلبة البلدية في سياق الإدارة المتكاملة للنفايات الصلبة (أي نقطة التوليد من خلال المعالجة والتصرف النهائي) وتشمل إعادة التدوير، النفايات إلى الطاقة، والتخلص من النفايات. تجري مشاركة تكلفة بعض الأنشطة بين المسارات. كثيرًا ما يكون فهم تكاليف أنشطة المنظمات ضروريًّا لجمع تكاليف نظام النفايات الصلبة بأكمله، ويساعد البلديات على تقدير ما إذا كان ينبغي تقديم خدمة بحد ذاتها أو التعامل معها. مع ذلك، عند التفكير في التغييرات التي تؤثر على مقدار النفايات الصلبة البلدية الذي ينتهي إلى إعادة تدويره أو تحويله إلى طاقة أو إلى مكبّات، يجب أن يركز المُحلل على تكاليف المسارات المختلفة. يُعد فهم التكاليف الكاملة لكل مسار من مسارات النفايات الصلبة البلدية خطوة أساسية أولى في مناقشة ما إذا كان يجب تحويل دفقات النفايات الصلبة البلدية بطريقة أخرى.

#### الفوائد
تحديد تكاليف إدارة النفايات الصلبة البلدية
عندما تتعامل البلديات مع خدمات النفايات الصلبة البلدية من خلال صناديق الضرائب العامة، تكاليف إدارة النفايات الصلبة البلدية يمكن أن تضيع بين النفقات الأخرى. مع شركة «إف سي إيه»، يمكن للمُدراء التحكم بشكل أكبر في تكاليف النفايات الصلبة البلدية لأنهم يعرفون التكاليف.
النظر من خلال القمم والقيعان في النفقات النقدية للنفايات الصلبة البلدية
باستخدام تقنيات مثل الاستهلاك والإطفاء، تنتج «إف سي إيه» صورة أكثر دقة لتكاليف برامج النفايات الصلبة البلدية، دون التشوهات التي يمكن أن تنجم عن التركيز فقط على النفقات النقدية لسنة معينة. 
شرح تكاليف النفايات الصلبة البلدية للمواطنين بشكل أوضح
تساعدك شركة «إف سي إيه» في جمع المعلومات اللازمة لشرح التكاليف الفعلية لإدارة النفايات الصلبة للمواطنين. على الرغم من أن بعض الأشخاص قد يتصورون أن إدارة النفايات الصلبة مجاني (لأنه لا تُدفع فواتير خاصة لخدمات النفايات الصلبة البلدية)، إلا أن البعض الآخر قد يبالغ في تقدير تكلفتها. يمكن أن تؤدي شركة «إف سي إيه» إلى أرقام «الخط السفلي» التي تتحدث مباشرة إلى إلى المقيمين. بالإضافة إلى ذلك، يمكن للموظفين العموميين استخدام نتائج هيئة مراقبة السلوك، المالي للاستجابة لشواغل عامة محددة.
تبنّي مقاربة تشبه الأعمال في إدارة النفايات الصلبة البلدية
من خلال تركيز الانتباه على التكاليف، تعزز «إف سي إيه» مقاربة أكثر جدية في إدارة النفايات الصلبة البلدية. ويتزايد توقع مستهلكو السلع والخدمات القيمة، مما يعني إيجاد توازن مناسب بين نوعية الخدمة وتكلفتها. يمكن لشركة «إف سي إيه» المساعدة في تحديد فرص تبسيط الخدمات، إزالة أوجه القصور، وتسهيل جهود توفير التكاليف من خلال التخطيط المستنير وصنع القرار.
تطوير موقف أقوى في التفاوض مع البائعين
عند النظر في خصخصة خدمات النفايات الصلبة البلدية، يمكن لمديري النفايات الصلبة استخدام «إف سي إيه» لمعرفة تكاليف (أو تكلفة) القيام بالعمل. نتيجة لذلك، تعمل هيئة رقابة السلوك المالي على تحسين وضع الوكالات العامة في المفاوضات وصنع القرار. وتستطيع هيئة رقابة السلوك المالي مساعدة المجتمعات التي تدير عملياتها علنًا في تحديد ما إذا كانت تكاليفها تنافسية مع القطاع الخاص.
تقييم المزيج المناسب من خدمات النفايات البلدية الصلبة
تمنح «إف سي إيه» المُدراء القدرة على تقييم تكلفة كل عنصر من عناصر النفايات الصلبة لديهم، مثل إعادة التدوير، النفايات إلى الطاقة، وردم النفايات. بوسع هيئة رقابة السلوك المالي أن تساعد المُدراء في تجنب الأخطاء الشائعة عند التفكير في إدارة النفايات الصلبة، وخاصةً الخطأ في التعامل مع التكاليف المُتجنبة باعتبارها عائدات.
تحسين برامج النفايات الصلبة البلدية
مع استخدام المزيد من المجتمعات لشركة «إف سي إيه» والإبلاغ عن النتائج، قد يكون المُدراء قادرين على «قياس» عملياتهم حسب المجتمعات أو المعايير المماثلة. يمكن أن تقترح هذه المقارنة خيارات لعمليات «إعادة الهندسة» الحالية. علاوة على ذلك، عندما تعرف المدن، المقاطعات والبلدات تكاليف إدارة النفايات البلدية الصلبة بشكل مستقل، فإنها تستطيع تحديد أي مدخرات قد تأتي من العمل الجماعي بشكل أفضل.